# Obice da 75/18 Modello 1934
Az Obice da 75/18 Modello 1934 egy olasz gyártmányú tüzérségi eszköz volt, melyet a második világháború alatt alkalmaztak.

## Történet
Mivel Olaszország nagy részét hegyvidékes területek jellemzik, így az olasz hadsereg mindig is érdekelt volt a hegyilövegek terén. Az 1930-as években Olaszország hegyilövegeinek többsége elavult volt.
1934-ben az olasz Ansaldo cég gyártott egy új tervezésű hegyi mozsárágyút, az Obice da 75/18 Modello 1934-et, amelyet nyolc részegységre lehetett szétszerelni a könnyebb szállíthatóság érdekében. Eredeti felhasználási körén kívül a löveget a hagyományos tábori ütegeknél is rendszeresítették. A löveget egy olasz tüzér alezredes, Sergio Berlese tervezte.
Az olaszok külföldre is eladták a modello 35-öst. 1940-ben nagyobb mennyiséget adtak el Portugáliának, majd még többet különféle dél-amerikai országoknak, nyersanyagokért cserébe. A löveget a Semovente 75/18 önjáró löveg főfegyverzeteként is alkalmazták, mivel a hozzá gyártott kumultatív (Effetto Pronto) lőszer jó páncélátütő képességgel bírt.
1941-ben a Nemzetközösség erői néhány zsákmányolt példányt bevetettek a németek ellen a krétai csata alatt, majd valószínűleg a Maleme reptér védelménél is használták őket. Kettő közülük napjainkban is megtalálható a Heraklionban található krétai csata emlékmű mellett.

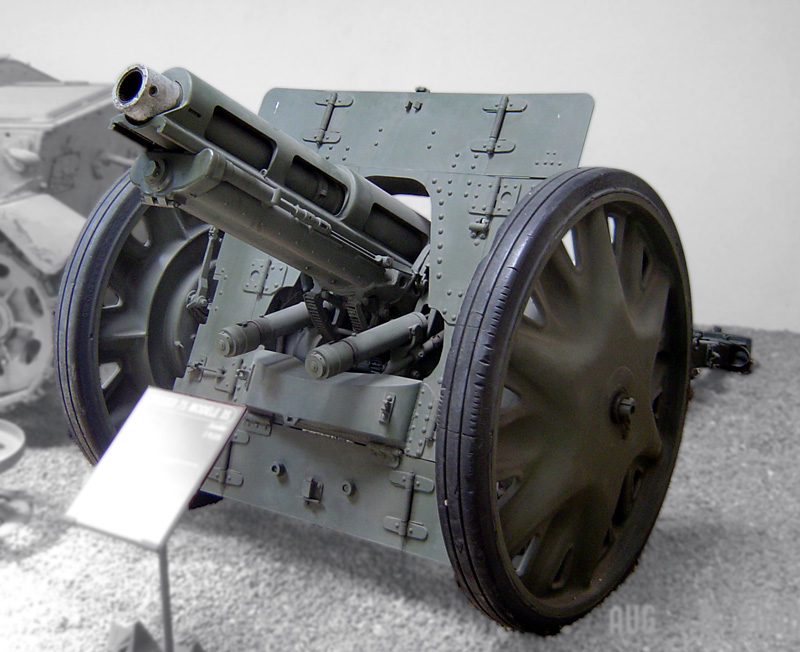
Obice de 75/18 Modello 1935 a Saumuri Musée des Blindés-ben kiállítva

## Fordítás
- Ez a szócikk részben vagy egészben  az   Obice da 75/18 modello 34 című angol Wikipédia-szócikk ezen változatának fordításán alapul.  Az eredeti cikk szerkesztőit annak laptörténete sorolja fel. Ez a jelzés csupán a megfogalmazás eredetét és a szerzői jogokat jelzi, nem szolgál a cikkben szereplő információk forrásmegjelöléseként.